# Arcidiecéze neapolská
Arcidiecéze neapolská (latinsky Archidioecesis Neapolitana) je římskokatolická metropolitní arcidiecéze v Itálii, která je součástí církevní oblasti Kampánie. Katedrálou je kostel Nanebevzetí Panny Marie v Neapoli. Současným arcibiskupem je od 12. prosince 2020 Mons. Domenico Battaglia.